# Jagdgeschwader 334
Das Jagdgeschwader 334 war ein Verband der Luftwaffe der Wehrmacht vor dem Zweiten Weltkrieg.

## Geschichte
Der Geschwaderstab, die I. und die II. Gruppe bildeten sich am 15. März 1937 in Mannheim-Sandhofen (Lage). Die III. Gruppe, ebenfalls in Mannheim-Sandhofen aufgestellt, kam am 1. Juli 1938 zum Geschwader hinzu. Das Geschwader war anfangs mit der Arado Ar 68E und der Heinkel He 51, später mit der Messerschmitt Bf 109B/D ausgestattet.
Am 1. November 1938 erhielten der Geschwaderstab, die I. und die II. Gruppe die neue Bezeichnung Geschwaderstab, I. und II. Gruppe des Jagdgeschwaders 133. Die III. Gruppe ging am selben Tag als I. Gruppe zum Jagdgeschwader 144. Damit hatte das Geschwader aufgehört zu bestehen.

## Kommandeure

### Geschwaderkommodore
| Dienstgrad     | Name          | Zeit                               |
| -------------- | ------------- | ---------------------------------- |
| Oberst         | Bruno Loerzer | 15. März 1937 bis 1. April 1938    |
| Oberstleutnant | Werner Junck  | 1. April 1938 bis 1. November 1938 |

### Gruppenkommandeur
I. Gruppe
- Hauptmann Hubert Merhart von Bernegg, 15. März 1937 bis 30. Juni 1937[8]
- Hauptmann Axel von Blomberg, 1. Juli 1937 bis 31. August 1937[9]
- Major Hans-Hugo Witt, 1. September 1937 bis 1. November 1938[10]

II. Gruppe
- Major Hans-Detlef Herhudt von Rohden, 15. März 1937 bis 1. Juli 1937[11]
- Major Hubert Merhart von Bernegg, 1. Juli 1937 bis 1. November 1938[12]

III. Gruppe
- Hauptmann Walter Schmidt-Coste, 1. Juli 1938 bis 1. November 1938[13]

## Bekannte Geschwaderangehörige
- Hans-Ekkehard Bob (1917–2013), war ein Autor und Unternehmer
- Artur Paul (1899–1968), war von 1958 bis 1960, als Brigadegeneral der Luftwaffe der Bundeswehr, Amtschef des Materialamtes der Luftwaffe